# 新地國家公園
新地國家公園（荷蘭語：Nationaal Park Nieuw Land）是荷蘭的國家公園，位於該國中部弗萊福蘭省，鄰近阿爾梅勒和萊利斯塔德，成立於2018年10月1日，面積289平方公里，屬於Natura 2000的成員之一。